# Halictus inornatus
Halictus inornatus är en biart som beskrevs av Charles Thomas Bingham 1912. Halictus inornatus ingår i släktet bandbin, och familjen vägbin. Inga underarter finns listade i Catalogue of Life.